# Acalolepta fraudatrix
Acalolepta fraudatrix es una especie de escarabajo del género Acalolepta, familia Cerambycidae. Fue descrita científicamente por Bates en 1873.
Habita en China, isla Kunashir y Japón. Mide entre 13 y 27,5 mm. El período de vuelo de esta especie ocurre en los meses de julio, agosto, septiembre y octubre.